# Still (Skoop On Somebodyの曲)
『Still』（スティル）は、日本のR&BグループのSkoop On Somebodyが2001年5月9日にリリースした通算12枚目（Skoop On Somebodyとしては4枚目）のシングル。

## 概要
フジテレビ系『ウチくる!?』エンディングテーマ。なお、オリジナルとは別バージョンのMVが使われていた。
キャッチコピーは、｢一番好きだった人に逢いたくなる…｣。
MVのロケ地は横浜である。（その後、『Sing a Song』においても横浜でロケが行われた。）

## 収録曲
1. Still [4:39]
  - 作詞：小林夏海　作曲：清水昭男　編曲：鈴木雅也 for GROUND BASE Projects
2. Soul'n'Roll [5:10]
  - 作詞：S.O.S.　作曲・編曲：小松秀行・S.O.S.
3. eternal snow (Club S.O.S. version) [5:48]
  - 作詞：S.O.S.・松原憲　作曲：松原憲　編曲：S.O.S.
4. Still (unplugged) [4:24]
  - 作詞：小林夏海　作曲：清水昭男　編曲：S.O.S.